# Paa ercepeae
Nanorana ercepeae là một loài ếch trong họ Ranidae.
Loài này có ở Nepal và có thể cả Ấn Độ.
Các môi trường sống tự nhiên của chúng là các khu rừng vùng núi ẩm nhiệt đới hoặc cận nhiệt đới và sông. Loài này đang bị đe dọa do mất môi trường sống.